# Vô tinh dịch
Vô tinh dịch (Aspermia) là tình trạng không có tinh dịch khi xuất tinh (không nên nhầm lẫn với vô tinh trùng - azoospermia, tức là không có tinh trùng trong tinh dịch). Đây là nguyên nhân gây vô sinh.
Một trong những nguyên nhân gây ra chứng vô tinh dịch là xuất tinh ngược, có thể do sử dụng thuốc quá mức, hoặc là kết quả của phẫu thuật tuyến tiền liệt. Vô tinh dịch có thể là hậu quả của việc sử dụng thuốc chẹn alpha (alpha blockers) như tamsulosin và silodosin.
Một nguyên nhân khác của vô tinh dịch là tắc nghẽn ống dẫn tinh, có thể dẫn đến tình trạng tinh dịch không có hoặc có nồng độ tinh trùng rất thấp (thiểu tinh, oligospermia), trong đó tinh dịch chỉ chứa dịch tiết của tuyến tiền liệt.
Thiếu hụt androgen cũng gây nên chứng vô tinh dịch. Đây có thể là kết quả của việc không dậy thì, khi mà tuyến tiền liệt và túi tinh (là nguồn cung cấp tinh dịch chính) còn quá nhỏ do ít tiếp xúc với androgen và không sản xuất ra tinh dịch, hoặc là hệ quả của điều trị ung thư tuyến tiền liệt, như trong phong tỏa androgen tối đa (maximal androgen blockade).